# Костас Мартакис
Костас Мартакис (грч. Κώστας Μαρτάκης; Атина, 25. мај 1984) грчки је певач, модел и повремено глумац, који се прославио у грчком шоу-програму за таленте „Дрим шоу” емитованом на Alpha TV 2006. године. Након учешћа, снимио је три студијска албума и учествовао на грчком националном избору за Песму Евровизије 2008. Године 2011. учествовао је у грчкој верзији шоу-програма „Плес са звездама”, заузевши друго место. Две године после учествовао је у грчкој верзији шоуа „Твоје лице звучи познато”.

## Биографија

### Детињство и младост
Костас Мартакис је рођен 25. маја 1984. године у Атини од оца Никоса Политиса и мајке Ницој Лимберопулу пореклом са Крита. Мартакис има старију сестру Тину, а после развода родитеља живео је с мајком.

### 2006—2007: „Дрим шоу” и дебитантски албум
Мартакис је стекао славу у ријалити шоу-програму Dream Show. Претходно је радио као модел и играо кошарку у мањим аматерским лигама, где је освојио и неколико медаља, и похађао компјутерске технологије на Америчком колеџу у Грчкој. Убрзо по појављивању у Дрим шоуу потписао је уговор са „Сони БМГ Грчка” и издао свој први сингл ЦД у лето 2006. под називом Πάντα μαζί (Увек заједно). У зиму 2006. Костас је певао заједно са Деспином Ванди и Јоргосом Мазонакисом у REX ноћном клубу, а у лето 2007. почиње да пева са Кели Келекиду и Дионисисом Макрисом у летњем клубу „Ромео”.
Јуна 2007. Мартакис је издао први студијски албум под називом Ανατροπή (Преокрет). Овај албум је публика одлично прихватила и то га је довело до освајања награде „Најбољи нови уметник” на MAD Video Music Awards 2007.
Током лета 2007. такође је учествовао на међународном такмичењу New Wave Festival 2007 одржаном у Летонији, где је освојио друго место и прву награду публике. 

### 2008: Грчки национални избор за Песму Евровизије
Увидевши његову све већу популарност, Грчка национална телевизија ERT позвала га је да се такмичи на грчком националном избору за Песму Евровизије за 2008. годину. Костас је учествовао на овом такмичењу с песмом Димитриса Контопулоса, за коју је речи написао Вики Геротодору. Песма је названа Always and Forever (Увек и заувек). и снимљена је у два различита аранжмана. Поп-рок верзија ове песме требало је да буде изведена на Националном избору, али је Мартакис изабрао денс верзију. Победник овог избора била је Каломирина песма Secret Combination, а Мартакис је с песмом Always and Forever завршио на другом месту. Након грчког националног избора снимио је руску верзију песме Always and Forever, која је обрада денс верзије, под називом С тобой навеки (С тобом заувек), а била је емитована у свим бившим совјетским републикама од децембра 2008. Always & Forever била је присутна и на америчком тржишту.
Костас Мартакис и данско-грчка певачица Shaya изабрани су да сниме грчку верзију песме Right Here, Right Now за Дизијев „High School Musical 3: Senior Year”. Обрада је названа Μικροί Θεοί (Мали богови), за за песму је урађен и спот. 
Φίλα με је други по реду Мартакисов сингл за који је урађен спот и продаван је као дигитални сингл. Мартакис је потом направио паузу у каријери, јер је био позван да служи војску у грчкој морнарици.
У јесен 2008. Костас Мартакис наступио је на атинском концерту Џенифер Лопез. Организатори концерта одабрали су га после прегледања неколико наступа грчких уметника. Новембра 2008. Америчка телевизија E! укључила је Костаса у „25 најсексипилнијих мушкараца на свету”, описујући га као „грчког бога”.

### 2009:Πιο κοντά
Марта 2009. најављена је сарадња Костаса Мартакиса са Universal Music Greece и у јуну издаје албум Πιο κοντά (Приђи ближе). Спот за ову песму режирао је Димитрис Силвестрос, а нашао се на званичној Јутјуб страници компаније „Universal Music Greece” 5. августа 2009. године. 12. новембра 2009. изашао је Мартакисов други албум под називом Πιο κοντά, који је постао платинаст.

### 2011:Sex Indigo,Dancing with the StarsиΈνταση
На почетку 2011. године, Мартакис је учествовао у другој сезони грчког Плеса са звездамагде му је партнерка била Марија Антимисари. Заузели су друго место у овом шоу-програму. У марту 2011. отпутовао је у Москву да сними дуетску песму под називом Sex Indigo са руском поп звездом Дијаном Дијез. Спот је снимио режисер Алан Бадојев у Украјини, а песма се нашла на оба певачка албума. Песма је премијерно изведена 18. марта, а грчка верзија песме Βρες τoν τρόπο (Пронађи пут) имала је премијеру 28. априла, док је верзија на шпанском језику премијерно изведена 4. маја. Светска премијера све три верзије била је на Мартакисовој званичној Фејсбук страници и његовом Јутјуб каналу. Текст верзије на шпанском написали су Јулија Лира и Фермин Лира, а спот за песму премијерно је емитован 11. новембра на званичном Јутјуб каналу Днијане Дијез.

### 2012:Έντασηи мјузиклRent
Мартакис издаје свој трећи албум под називом Ένταση (Интензитет) 5. децембра 2011.
Дана 16. фебруара, у позоришту Веаки, Костас дебитује у мјузиклу Rent. где игра декадентну рок звезду Роџера Дејвиса, који излази на сцену причајући причу о групи маргинализованих младих људи, који покушавају да преживе у Њујорку '90-их година, који пате због сиромаштва, љубави, страсти и сл. Мјузикл је режирао Темидос Марецелу.

## Награде и номинације за MAD Video Music Awards
Листа номинација и награда у музичкој каријери Костаса Мартакиса.
'MAD Video Music Awards' су награде грчке телевизијске и радио станице MAD TV. Иако нису део музичке индустрије, ово су најважније награде у Грчкој тренутно.
Ова манифестација одржава се сваке године од 2004. у јуну.
| Год. | Номиновани рад             | Категорија                         | Резултат   |
| ---- | -------------------------- | ---------------------------------- | ---------- |
| 2007 | Ναι                        | Најбољи видео-спот младог извођача | Победник   |
| 2007 | Θέλω Επείγοντος Διακοπές   | Најсексипилнији извођач у споту    | Номинација |
| 2008 | Ανατροπή                   | Секси спот године                  | Номинација |
| 2009 | Φιλα Με                    | Секси спот године                  | Номинација |
| 2009 | Mikro Θεοί (ft. Shaya )    | Најбољи дует                       | Номинација |
| 2010 | Ποτέ                       | Најбољи певач                      | Номинација |
| 2010 | Πιο Κοντά                  | Спот године                        | Номинација |
| 2010 | Ποτέ                       | Секси спот године                  | Номинација |
| 2010 | Πιο Κοντά                  | Најбољи поп спот                   | Номинација |
| 2011 | Κάνω Ό,τι Θες              | Најбољи певач                      | Номинација |
| 2011 | Αυτό Που Ζητάς (ft.Thirio) | Најбољи спот Hip Hop/Urban         | Номинација |
| 2011 | Κάνω Ό,τι Θες              | Модна икона у споту                | Номинација |
| 2012 | Ένταση                     | Најбољи певач                      | Номинација |
| 2012 | Άγριες Διαθέσεις           | Секси спот године                  | Номинација |
| 2012 | Ένταση                     | Модна икона у споту                | Номинација |
| 2013 | Μου Πήρες Κάτι             | Најбољи певач                      | Номинација |
| 2013 | Σ'εχω αναγκη σ'αγαπω       | Најбољи поп спот                   | Номинација |
| 2013 | Mamacita Buena             | Топ 50                             | Номинација |

## Дискографија

### Студијски албуми
| Год.  | Назив           | Признање   |       |          |        |
| ----- | --------------- | ---------- | ----- | -------- | ------ |
| Год.  | Назив           | Признање   | 2007. | Ανατροπή | Златна |
| 2009. | Πιο Κοντά       | Платинаста |       |          |        |
| 2011. | Ένταση          | Златна     |       |          |        |
| 2014. | Άν Κάπου Κάποτε | Платинаста |       |          |        |
| 2016. | Σύνορα          | Златна     |       |          |        |

### Синглови
| Назив              | Детаљи                        |
| ------------------ | ----------------------------- |
| Πάντα Μαζί         | - Објављен: новембар 2006.    |
| Always and Forever | - Објављен: 6. фебруар 2008.  |
| Κέρμα              | - Објављен: 17. октобар 2023. |
| Είσαι Το Θέλω      | - Објављен: 7. јун 2024.      |